# Внешняя Балдония
Княжество Внешняя Балдония (англ. Principality of Outer Baldonia) — микрогосударство, в 1949—1973 годах существовавшее на одном из островов, расположенных вблизи территории канадской провинции Новая Шотландия.

## Создание
В 1948 году американский бизнесмен Рассел Арундел, входивший в правление компании «Coca-Cola», приобрёл за 750 долларов необитаемый остров общей площадью в 4 акра, расположенный рядом с территорией канадской провинции Новая Шотландия.
В 1949 предприниматель принял решение объявить остров независимым государством и провозгласил себя князем. Позже в том же году страна подала прошение на вступление в ООН и открыла консульство в Колумбии.
На официальных мероприятиях Арундел всегда появлялся в костюме, украшенном крышечками от пивных бутылок и баночек сардин. Население княжества составляло 70 человек, большинство из которых являлись друзьями и знакомыми правителя.
В основном жители страны занимались рыболовством и выпивкой. Согласно законодательству государства, женщины на территорию княжества не допускались. Помимо прочего, любой житель княжества, сумевший поймать голубого тунца и затем заплативший в казну государства 50 долларов, награждался титулом принца. Вторым по должности человеком в стране являлся канцлер (весь период существования княжества этот пост занимал Элсон Будро). Также у государства имелась небольшая армия.

## Попытка нападения на СССР
В 1953 году в советской «Литературной газете» был опубликован материал с резкой критикой государственного строя Внешней Балдонии. В ответ на это 9 марта того же года правительство страны объявило СССР войну и направило в советские воды свой флот, однако реакции на это со стороны официальной Москвы не последовало, в результате чего операция вскоре была свёрнута.

## Дальнейшая история
В 1973 году Арундел покинул остров и продал его Обществу птиц Новой Шотландии. Цена сделки составила 1 канадский доллар. Открытый позднее на острове национальный парк получил имя предпринимателя. Оригинальный экземпляр конституции Внешней Балдонии в настоящее время хранится в краеведческом музее округа Ярмут.